# NGC 3466
NGC 3466 (również PGC 32872 lub UGC 6042) – galaktyka spiralna z poprzeczką (SBab), znajdująca się w gwiazdozbiorze Lwa. Odkrył ją John Herschel 18 stycznia 1828 roku. Jest to galaktyka z aktywnym jądrem.